# مهاجم (فیلم ۱۹۸۷)
مهاجم (انگلیسی: Striker) فیلمی در ژانر اکشن به کارگردانی انتسو جی. کاستلاری است که در سال ۱۹۸۷ منتشر شد. از بازیگران آن می‌توان به جان فیلیپ لا اشاره کرد.